# Paul Evans Aidoo
Paul Evans Aidoo (* 4. August 1958 in Sefwi-Ewiase, Western Region in Ghana) ist ein ghanaischer Politiker (NDC). Er ist seit Januar 2005 Mitglied des Parliament of Ghana für den Wahlkreis Sefwi-Wiawso und seit Januar 2009 Regionalminister der Western Region in der Regierung Atta-Mills.
Aidoo besuchte zwischen 1977 und 1981 das Enchi Teacher Training College („A-Level“); 1980 bestand er das General Certificate of Education („O-Level“). Ab 1981 arbeitete er als Lehrer, 1985 begann er seine Arbeit beim National Mobilization Programme als District Liaison Officer. Zwischen 1997 und 2001 arbeitete er in der Regierung Rawlings als Landrat beim Ministerium für lokale Verwaltung. Aidoo leitete zwischen 2002 und 2004 den Ghana Education Service.
Bei den Parlamentswahlen 2004 und 2008 gewann Aidoo den Wahlkreis Sefwi-Wiawso jeweils mit absoluter Mehrheit und zog damit als Abgeordneter ins Ghanaische Parlament ein.
Aidoo ist katholischer Christ; er spricht Englisch und Twi, ist verheiratet und hat fünf Kinder.
Im Juli 2011 sorgte Aidoo für erhöhtes mediales Interesse an seiner Person: Er wies die Sicherheitsbehörden Ghanas an, alle Homosexuellen des Landes festzunehmen; christliche Organisationen unterstützten ihn bei dieser Forderung.